# Euroliga de 2014–15 – Grupo A
Artigo principal Euroliga 2014-2015
Resultados e classificação do Grupo A da temporada regular da Euroliga 2014-2015.

## Classificação
| Clube             | J  | V | D | PF  | PC  | Dif  |
| ----------------- | -- | - | - | --- | --- | ---- |
| Real Madrid       | 10 | 8 | 2 | 873 | 775 | 98   |
| Anadolu Efes      | 10 | 6 | 4 | 723 | 696 | 27   |
| Žalgiris Kaunas   | 10 | 5 | 5 | 714 | 709 | 5    |
| Nizhny Novgorod   | 10 | 5 | 5 | 764 | 823 | -59  |
| UNICS Kazan       | 10 | 5 | 5 | 751 | 721 | 30   |
| Banco di Sardegna | 10 | 1 | 9 | 758 | 859 | -101 |

## Primeira Rodada
| 16 Outubro de 2014 19:00 | Relatório | Anadolu Efes                                      | 82–76 | UNICS Kazan                                    |  | Abdi İpekçi Arena, Istanbul Público: 2 155 Árbitros: Juan Carlos Garcia Gonzalez (SPA), Anastasious Piloidis (GRE) e Carlos Cortes (SPA) |  |
| 16 Outubro de 2014 19:00 | Relatório | Placar por quarto: 20-19, 25-15, 19-18, 18-24     |       |                                                |  | Abdi İpekçi Arena, Istanbul Público: 2 155 Árbitros: Juan Carlos Garcia Gonzalez (SPA), Anastasious Piloidis (GRE) e Carlos Cortes (SPA) |  |
| 16 Outubro de 2014 19:00 | Relatório | Pts: Draper 16 Rbts: Perperoglou 7 Asts: Draper 4 |       | Pts: Langford 19 Rbts: White 10 Asts: Jerrel 4 |  | Abdi İpekçi Arena, Istanbul Público: 2 155 Árbitros: Juan Carlos Garcia Gonzalez (SPA), Anastasious Piloidis (GRE) e Carlos Cortes (SPA) |  |

| 17 Outubro de 2014 18:00 | Relatório | Nizhny Novgorod                                      | 88–86 | Banco di Sardegna                                      |  | CEC Nagorny, Nizhny Novgorod Público: 2 000 Árbitros: Recep Ankarali (TUR), Miljia Vojinovic (SRB) e Piotr Patusiak (POL) |  |
| 17 Outubro de 2014 18:00 | Relatório | Placar por quarto: 15-26, 28-21, 23-14, 22-25        |       |                                                        |  | CEC Nagorny, Nizhny Novgorod Público: 2 000 Árbitros: Recep Ankarali (TUR), Miljia Vojinovic (SRB) e Piotr Patusiak (POL) |  |
| 17 Outubro de 2014 18:00 | Relatório | Pts: Kinsey 17 Rbts: Parakhouski 8 Asts: Rochestie 5 |       | Pts: David, Dyson 17 Rbts: Todic 7 Asts: David, Sosa 5 |  | CEC Nagorny, Nizhny Novgorod Público: 2 000 Árbitros: Recep Ankarali (TUR), Miljia Vojinovic (SRB) e Piotr Patusiak (POL) |  |

| 17 Outubro de 2014 19:30 | Relatório | Real Madrid                                   | 80–71 | Žalgiris Kaunas                                      |  | Palacio de Deportes, Madrid Público: 8 824 Árbitros: Fernando Rocha (POR), Srdan Dozai (CRO) e Tomasz Trawick (POL) |  |
| 17 Outubro de 2014 19:30 | Relatório | Placar por quarto: 13-14, 19-21, 24-14, 24-22 |       |                                                      |  | Palacio de Deportes, Madrid Público: 8 824 Árbitros: Fernando Rocha (POR), Srdan Dozai (CRO) e Tomasz Trawick (POL) |  |
| 17 Outubro de 2014 19:30 | Relatório | Pts: Reyes 11 Rbts: Bourousis 8 Asts: Ayón 4  |       | Pts: Anderson 19 Rbts: Gudaitis 8 Asts: Lekavicius 5 |  | Palacio de Deportes, Madrid Público: 8 824 Árbitros: Fernando Rocha (POR), Srdan Dozai (CRO) e Tomasz Trawick (POL) |  |

## Segunda Rodada
| 24 Outubro de 2014 19:00 | Relatório | UNICS Kazan                                               | 75–76 | Real Madrid                                          |  | Basket Hall, Kazan Público: 5 000 Árbitros: Lamonica (ITA), Biricik (TUR) e Petek (SLO) |  |
| 24 Outubro de 2014 19:00 | Relatório | Placar por quarto: 16-19, 15-16, 25-20, 19-21             |       |                                                      |  | Basket Hall, Kazan Público: 5 000 Árbitros: Lamonica (ITA), Biricik (TUR) e Petek (SLO) |  |
| 24 Outubro de 2014 19:00 | Relatório | Pts: Langford 23 Rbts: Kaimakoglou 11 Asts: Kaimakoglou 5 |       | Pts: Ayón e Fernandez 10 Rbts: Reyes 8 Asts: Llull 6 |  | Basket Hall, Kazan Público: 5 000 Árbitros: Lamonica (ITA), Biricik (TUR) e Petek (SLO) |  |

| 24 Outubro de 2014 19:45 | Relatório | Žalgiris Kaunas                                              | 97–63 | Nizhny Novgorod                                    |  | Zalgiris Arena, Kaunas Público: 8 670 Árbitros: Lottermoser (GER), Nuran (TUR) e Hordov (CRO) |  |
| 24 Outubro de 2014 19:45 | Relatório | Placar por quarto: 23-17, 25-7, 27-18, 22-21                 |       |                                                    |  | Zalgiris Arena, Kaunas Público: 8 670 Árbitros: Lottermoser (GER), Nuran (TUR) e Hordov (CRO) |  |
| 24 Outubro de 2014 19:45 | Relatório | Pts: Jankunas 13 Rbts: Gudaitis 7 Asts: Quatro atletas com 3 |       | Pts: Rochestie 16 Rbts: Baburin 7 Asts: Khvostov 4 |  | Zalgiris Arena, Kaunas Público: 8 670 Árbitros: Lottermoser (GER), Nuran (TUR) e Hordov (CRO) |  |

| 24 Outubro de 2014 19:30 | Relatório | Banco di Sardegna                                        | 75–82 | Anadolu Efes                                |  | PalaSerradimigni, Sassari Público: 3 616 Árbitros: Perez (SPA), Maestre (FRA) e Jimenez (SPA) |  |
| 24 Outubro de 2014 19:30 | Relatório | Placar por quarto: 16-24, 24-23, 16-16, 19-19            |       |                                             |  | PalaSerradimigni, Sassari Público: 3 616 Árbitros: Perez (SPA), Maestre (FRA) e Jimenez (SPA) |  |
| 24 Outubro de 2014 19:30 | Relatório | Pts: Dyson 21 Rbts: Brooks 9 Asts: Sosa, Lawal e Dyson 3 |       | Pts: Krstic 15 Rbts: Lasme 9 Asts: Draper 7 |  | PalaSerradimigni, Sassari Público: 3 616 Árbitros: Perez (SPA), Maestre (FRA) e Jimenez (SPA) |  |

## Terceira Rodada
| 30 de Outubro de 2014 19:00 | Relatório | UNICS Kazan                                         | 85–62 | Dinamo Basket Sassari                          |  | Basket Hall Kazan, Kazan Público: 2 500 Árbitros: Boltauzer (SLO), Kalpakas (SWE) e Rutesic (MNE) |  |
| 30 de Outubro de 2014 19:00 | Relatório | Placar por quarto: 21-17, 14-20, 31-17, 19-8        |       |                                                |  | Basket Hall Kazan, Kazan Público: 2 500 Árbitros: Boltauzer (SLO), Kalpakas (SWE) e Rutesic (MNE) |  |
| 30 de Outubro de 2014 19:00 | Relatório | Pts: Fischer 14 Rbts: Fischer 9 Asts: Kaimakoglou 8 |       | Pts: Sanders 18 Rbts: Brooks 9 Asts: Sanders 5 |  | Basket Hall Kazan, Kazan Público: 2 500 Árbitros: Boltauzer (SLO), Kalpakas (SWE) e Rutesic (MNE) |  |

| 30 de Outubro de 2014 18:30 | Relatório | Anadolu Efes                                  | 62–65 | Zalgiris                                                                 |  | Abdi İpekçi Arena, Istanbul Público: 2 966 Árbitros: Perez (SPA), Bissang (FRA) e Maricic (SRB) |  |
| 30 de Outubro de 2014 18:30 | Relatório | Placar por quarto: 12-16, 14-18, 16-16, 20-15 |       |                                                                          |  | Abdi İpekçi Arena, Istanbul Público: 2 966 Árbitros: Perez (SPA), Bissang (FRA) e Maricic (SRB) |  |
| 30 de Outubro de 2014 18:30 | Relatório | Pts: Krstic 22 Rbts: Lasme 6 Asts: Draper 4   |       | Pts: Ulanovas 19 Rbts: Ulanovas e Jankunas 7 Asts: Anderson e Milaknis 2 |  | Abdi İpekçi Arena, Istanbul Público: 2 966 Árbitros: Perez (SPA), Bissang (FRA) e Maricic (SRB) |  |

| 30 de Outubro de 2014 21:00 | Relatório | Real Madrid                                   | 112–83 | Nizhny Novgorod                                       |  | Palacio de Deportes, Madrid Público: 7 912 Árbitros: Christodolou (GRE), Taurino (ITA) e Dragojevic (MNE) |  |
| 30 de Outubro de 2014 21:00 | Relatório | Placar por quarto: 26-18, 32-28, 24-17, 30-20 |        |                                                       |  | Palacio de Deportes, Madrid Público: 7 912 Árbitros: Christodolou (GRE), Taurino (ITA) e Dragojevic (MNE) |  |
| 30 de Outubro de 2014 21:00 | Relatório | Pts: Carrol 32 Rbts: Ayón 7 Asts: Rodriguez 9 |        | Pts: Rochestie 23 Rbts: Thompkins 9 Asts: Rochestie 8 |  | Palacio de Deportes, Madrid Público: 7 912 Árbitros: Christodolou (GRE), Taurino (ITA) e Dragojevic (MNE) |  |

## Quarta Rodada
| 5 de Outubro de 2014 20:45 | Relatório | Real Madrid                                      | 115–94 | Banco di Sardegna                                  |  | Palacio de Deportes, Madrid Público: 7 154 Árbitros: Belosevic (SRB), Herceg (CRO) e Bissang (FRA) |  |
| 5 de Outubro de 2014 20:45 | Relatório | Placar por quarto: 27-17, 30-25, 27-22, 31-30    |        |                                                    |  | Palacio de Deportes, Madrid Público: 7 154 Árbitros: Belosevic (SRB), Herceg (CRO) e Bissang (FRA) |  |
| 5 de Outubro de 2014 20:45 | Relatório | Pts: Reyes 17 Rbts: Nocioni 6 Asts: Rodriguez 12 |        | Pts: Todic 20 Rbts: Lawall 13 Asts: Sosa e Dyson 6 |  | Palacio de Deportes, Madrid Público: 7 154 Árbitros: Belosevic (SRB), Herceg (CRO) e Bissang (FRA) |  |

| 6 de Novembro de 2014 17:00 | Relatório | Nizhny Novgorod                                        | 66–76 | Anadolu Efes                                 |  | CEC Nagorny, Nizhny Novgorod Público: 2 500 Árbitros: Garcia Ortiz (SPA), Latisevs (LAT) e Javor (SLO) |  |
| 6 de Novembro de 2014 17:00 | Relatório | Placar por quarto: 15-21, 9-21, 21-23, 21-11           |       |                                              |  | CEC Nagorny, Nizhny Novgorod Público: 2 500 Árbitros: Garcia Ortiz (SPA), Latisevs (LAT) e Javor (SLO) |  |
| 6 de Novembro de 2014 17:00 | Relatório | Pts: Rochestie 19 Rbts: Thompkins 10 Asts: Rochestie 5 |       | Pts: Saric 18 Rbts: Korkmaz 7 Asts: Draper 5 |  | CEC Nagorny, Nizhny Novgorod Público: 2 500 Árbitros: Garcia Ortiz (SPA), Latisevs (LAT) e Javor (SLO) |  |

| 6 de Novembro de 2014 18:45 | Relatório | Zalgiris Kaunas                                     | 77–71 | UNICS Kazan                                                                       |  | Zalgiris Arena, Kaunas Público: 4 979 Árbitros: Ankarali (TUR), Conde (SPA) e Koljensic (MNE) |  |
| 6 de Novembro de 2014 18:45 | Relatório | Placar por quarto: 17-17, 23-20, 22-18, 15-16       |       |                                                                                   |  | Zalgiris Arena, Kaunas Público: 4 979 Árbitros: Ankarali (TUR), Conde (SPA) e Koljensic (MNE) |  |
| 6 de Novembro de 2014 18:45 | Relatório | Pts: Anderson 27 Rbts: Anderson 11 Asts: Anderson 4 |       | Pts: Langford 24 Rbts: James White e Kostas Kaimakoglou 6 Asts: Zisis e Fischer 3 |  | Zalgiris Arena, Kaunas Público: 4 979 Árbitros: Ankarali (TUR), Conde (SPA) e Koljensic (MNE) |  |

## Quinta Rodada
| 13 de Novembro de 2014 17:00 | Relatório | UNICS Kazan                                   | 73–79 | Nizhny Novgorod                                        |  | Basket Hall, Kazan Público: 2 500 Árbitros: ziemblicki (POL), Romano (ISR) e Majkic (SLO) |  |
| 13 de Novembro de 2014 17:00 | Relatório | Placar por quarto: 16-21, 18-18, 14-15, 25-25 |       |                                                        |  | Basket Hall, Kazan Público: 2 500 Árbitros: ziemblicki (POL), Romano (ISR) e Majkic (SLO) |  |
| 13 de Novembro de 2014 17:00 | Relatório | Pts: Zisis 15 Rbts: White 8 Asts: Zisis 5     |       | Pts: Rochestie 24 Rbts: Parakhouski 9 Asts: Khvostov 8 |  | Basket Hall, Kazan Público: 2 500 Árbitros: ziemblicki (POL), Romano (ISR) e Majkic (SLO) |  |

| 14 de Novembro de 2014 19:00 | Relatório | Anadolu Efes                                       | 75–73 | Real Madrid                                   |  | Abdi İpekçi Arena, Istambul Público: 8 627 Árbitros: Ryzhyk (UKR), Koromilas (GRE) e Paternico (ITA) |  |
| 14 de Novembro de 2014 19:00 | Relatório | Placar por quarto: 18-18, 21-18, 21-21, 15-16      |       |                                               |  | Abdi İpekçi Arena, Istambul Público: 8 627 Árbitros: Ryzhyk (UKR), Koromilas (GRE) e Paternico (ITA) |  |
| 14 de Novembro de 2014 19:00 | Relatório | Pts: Osman 16 Rbts: Osman e Lasme 7 Asts: Draper 6 |       | Pts: Llull 20 Rbts: Reyes 7 Asts: KC Rivers 6 |  | Abdi İpekçi Arena, Istambul Público: 8 627 Árbitros: Ryzhyk (UKR), Koromilas (GRE) e Paternico (ITA) |  |

| 14 de Novembro de 2014 20:30 | Relatório | Banco Di Sardegna                             | 92–80 | Zalgiris Kaunas                                    |  | PalaSerradigmi, Sassari Público: 3 729 Árbitros: Bulto (SPA), Shemmesh (ISR) e Obradovic (BIH) |  |
| 14 de Novembro de 2014 20:30 | Relatório | Placar por quarto: 17-26, 25-15, 18-23, 32-16 |       |                                                    |  | PalaSerradigmi, Sassari Público: 3 729 Árbitros: Bulto (SPA), Shemmesh (ISR) e Obradovic (BIH) |  |
| 14 de Novembro de 2014 20:30 | Relatório | Pts: Lawal 25 Rbts: Lawal 9 Asts: Dyson 4     |       | Pts: Anderson 15 Rbts: Gudaitis 8 Asts: Javtokas 4 |  | PalaSerradigmi, Sassari Público: 3 729 Árbitros: Bulto (SPA), Shemmesh (ISR) e Obradovic (BIH) |  |

## Sexta Rodada
| 20 de Novembro de 2014 16:30 | Relatório | UNICS Kazan                                    | 67–64 | Anadolu Efes                              |  | Basket-Hall Arena, Kazan Público: 3 500 Árbitros: Hierrezuelo (SPA), Kowalski (POL) e Ozols (LAT) |  |
| 20 de Novembro de 2014 16:30 | Relatório | Placar por quarto: 14-18, 14-16, 15-19, 24-11  |       |                                           |  | Basket-Hall Arena, Kazan Público: 3 500 Árbitros: Hierrezuelo (SPA), Kowalski (POL) e Ozols (LAT) |  |
| 20 de Novembro de 2014 16:30 | Relatório | Pts: Langford 19 Rbts: Fischer 9 Asts: Zisis 4 |       | Pts: Saric 13 Rbts: Saric 9 Asts: Lasme 4 |  | Basket-Hall Arena, Kazan Público: 3 500 Árbitros: Hierrezuelo (SPA), Kowalski (POL) e Ozols (LAT) |  |

| 21 de Novembro de 2014 18:45 | Relatório | Zalgiris Kaunas                                                 | 66–68 | Real Madrid                                           |  | Zalgirio Arena, Kaunas Público: 14 456 Árbitros: Boltauzer (SLO), Maestre (ITA) e Anastopoulos (GRE) |  |
| 21 de Novembro de 2014 18:45 | Relatório | Placar por quarto: 14-24, 24-14, 19-15, 9-15                    |       |                                                       |  | Zalgirio Arena, Kaunas Público: 14 456 Árbitros: Boltauzer (SLO), Maestre (ITA) e Anastopoulos (GRE) |  |
| 21 de Novembro de 2014 18:45 | Relatório | Pts: Anderson 21 Rbts: Anderson 9 Asts: Anderson e Lekavicius 3 |       | Pts: Rodriguez 14 Rbts: Bourousis 9 Asts: Rodriguez 7 |  | Zalgirio Arena, Kaunas Público: 14 456 Árbitros: Boltauzer (SLO), Maestre (ITA) e Anastopoulos (GRE) |  |

| 21 de Novembro de 2014 20:30 | Relatório | Banco di Sardegna                             | 82–89 | Nizhny Novgorod                                        |  | PalaSerradimigni, Sassari Público: 4 001 Árbitros: Garcia Gonzales (SPA), Chebychev (UKR) e Cici (ALB) |  |
| 21 de Novembro de 2014 20:30 | Relatório | Placar por quarto: 25-30, 21-23, 19-10, 17-26 |       |                                                        |  | PalaSerradimigni, Sassari Público: 4 001 Árbitros: Garcia Gonzales (SPA), Chebychev (UKR) e Cici (ALB) |  |
| 21 de Novembro de 2014 20:30 | Relatório | Pts: Sanders 17 Rbts: Lawal 10 Asts: Logan 5  |       | Pts: Rochestie 29 Rbts: Thompkins 15 Asts: Rochestie 7 |  | PalaSerradimigni, Sassari Público: 4 001 Árbitros: Garcia Gonzales (SPA), Chebychev (UKR) e Cici (ALB) |  |

## Sétima Rodada
| 27 de Novembro de 2014 20:45 | Relatório | Real Madrid                                   | 75–85 | UNICS Kazan                                              |  | Barclaycard Center, Madrid Público: 8 249 Árbitros: Viator (FRA), Chiari (ITA) e Vojinovic (SRB) |  |
| 27 de Novembro de 2014 20:45 | Relatório | Placar por quarto: 22-23, 24-19, 15-26, 14-17 |       |                                                          |  | Barclaycard Center, Madrid Público: 8 249 Árbitros: Viator (FRA), Chiari (ITA) e Vojinovic (SRB) |  |
| 27 de Novembro de 2014 20:45 | Relatório | Pts: Rodriguez 12 Rbts: Reyes 9 Asts: Llull 7 |       | Pts: Fischer 25 Rbts: Fischer e Jerrells 8 Asts: Zisis 5 |  | Barclaycard Center, Madrid Público: 8 249 Árbitros: Viator (FRA), Chiari (ITA) e Vojinovic (SRB) |  |

| 28 de Novembro de 2014 18:00 | Relatório | Nizhny Novgorod                                          | 55–61 | Zalgiris Kaunas                                                   |  | Trade Union, Nizhny Novgorod Público: 2 500 Árbitros: Perez Perez (SPA), Biricic (TUR) e Juras (SRB) |  |
| 28 de Novembro de 2014 18:00 | Relatório | Placar por quarto: 13-11, 24-12, 7-20, 11-18             |       |                                                                   |  | Trade Union, Nizhny Novgorod Público: 2 500 Árbitros: Perez Perez (SPA), Biricic (TUR) e Juras (SRB) |  |
| 28 de Novembro de 2014 18:00 | Relatório | Pts: Rochestie 15 Rbts: Parakhouski 13 Asts: Rochestie 7 |       | Pts: Anderson18 Rbts: Javtokas e Jankunas 11 Asts: Kariniauskas 4 |  | Trade Union, Nizhny Novgorod Público: 2 500 Árbitros: Perez Perez (SPA), Biricic (TUR) e Juras (SRB) |  |

| 28 de Novembro de 2014 18:45 | Relatório | Anadolu Efes                                          | 85–62 | Banco di Sardegna                             |  | Abdi İpekçi Arena, Istambul Público: 4 014 Árbitros: Perez Perez (SPA), Jasevicius (LTU) e Romano (ISR) |  |
| 28 de Novembro de 2014 18:45 | Relatório | Placar por quarto: 20-12, 23-21, 21-16, 21-13         |       |                                               |  | Abdi İpekçi Arena, Istambul Público: 4 014 Árbitros: Perez Perez (SPA), Jasevicius (LTU) e Romano (ISR) |  |
| 28 de Novembro de 2014 18:45 | Relatório | Pts: Saric 18 Rbts: Saric 11 Asts: Draper e Korkmaz 4 |       | Pts: Sanders 11 Rbts: Lawal 15 Asts: Brooks 3 |  | Abdi İpekçi Arena, Istambul Público: 4 014 Árbitros: Perez Perez (SPA), Jasevicius (LTU) e Romano (ISR) |  |

## Oitava Rodada
| 4 de Dezembro de 2014 18:00 | Relatório | Nizhny Novgorod                                       | 98–101 | Real Madrid                                     |  | Trade Union, Nizhny Novgorod Público: 4 000 Árbitros: Jovcic (SRB), Foufis (GRE) e Pastusiak (POL) |  |
| 4 de Dezembro de 2014 18:00 | Relatório | Placar por quarto: 23-20, 21-21, 25-27, 29-33         |        |                                                 |  | Trade Union, Nizhny Novgorod Público: 4 000 Árbitros: Jovcic (SRB), Foufis (GRE) e Pastusiak (POL) |  |
| 4 de Dezembro de 2014 18:00 | Relatório | Pts: Rochestie 22 Rbts: Thompkins 8 Asts: Rochestie 8 |        | Pts: Rodriguez 19 Rbts: Nocioni 9 Asts: Llull 8 |  | Trade Union, Nizhny Novgorod Público: 4 000 Árbitros: Jovcic (SRB), Foufis (GRE) e Pastusiak (POL) |  |

| 4 de Dezembro de 2014 20:30 | Relatório | Banco di Sardegna                                                  | 68–72 | UNICS Kazan                                    |  | Palaserradimigni, Sassari Público: 3 068 Árbitros: Pukl (SLO), Dozai (CRO) e Peruga (SPA) |  |
| 4 de Dezembro de 2014 20:30 | Relatório | Placar por quarto: 17-23, 9-17, 16-18, 26-14                       |       |                                                |  | Palaserradimigni, Sassari Público: 3 068 Árbitros: Pukl (SLO), Dozai (CRO) e Peruga (SPA) |  |
| 4 de Dezembro de 2014 20:30 | Relatório | Pts: Logan 17 Rbts: Sanders, Brooks e Todic 4 Asts: Logan e Sosa 5 |       | Pts: Fischer 23 Rbts: Fischer 15 Asts: Zisis 8 |  | Palaserradimigni, Sassari Público: 3 068 Árbitros: Pukl (SLO), Dozai (CRO) e Peruga (SPA) |  |

| 5 de Dezembro de 2014 20:45 | Relatório | Zalgiris Kaunas                                      | 57–66 | Anadolu Efes                                              |  | Žalgiris Arena, Kaunas Público: 9 055 Árbitros: Christodolou (GRE), Zashchuk (UKR) e Halliko (EST) |  |
| 5 de Dezembro de 2014 20:45 | Relatório | Placar por quarto: 2-16, 18-16, 16-16, 21-18         |       |                                                           |  | Žalgiris Arena, Kaunas Público: 9 055 Árbitros: Christodolou (GRE), Zashchuk (UKR) e Halliko (EST) |  |
| 5 de Dezembro de 2014 20:45 | Relatório | Pts: Anderson 18 Rbts: Jankunas 9 Asts: Lekavicius 3 |       | Pts: Draper 14 Rbts: Saric e Perperoglou 8 Asts: Draper 3 |  | Žalgiris Arena, Kaunas Público: 9 055 Árbitros: Christodolou (GRE), Zashchuk (UKR) e Halliko (EST) |  |

## Nona Rodada
| 12 de Dezembro de 2014 17:00 | Relatório | UNICS Kazan                                                                         | 73–60 | Zalgiris Kaunas                                        |  | Basket Hall, Kazan Público: 3 500 Árbitros: Lamonia (ITA), Javor (SLO) e Kartal (TUR) |  |
| 12 de Dezembro de 2014 17:00 | Relatório | Placar por quarto: 20-19, 14-17, 19-8, 20-16                                        |       |                                                        |  | Basket Hall, Kazan Público: 3 500 Árbitros: Lamonia (ITA), Javor (SLO) e Kartal (TUR) |  |
| 12 de Dezembro de 2014 17:00 | Relatório | Pts: Fischer e Langford 16 Rbts: Fischer 6 Asts: Jerrells, Kaimakoglou e Langford 4 |       | Pts: Anderson 12 Rbts: Jankunas 9 Asts: Kariniauskas 3 |  | Basket Hall, Kazan Público: 3 500 Árbitros: Lamonia (ITA), Javor (SLO) e Kartal (TUR) |  |

| 12 de Dezembro de 2014 20:00 | Relatório | Anadolu Efes                                  | 61–65 | Nizhny Novgorod                                                        |  | Abdi İpekçi Arena, Istambul Público: 3 213 Árbitros: Gkontas (GRE), Maestre (ITA) e Papapetrou (GRE) |  |
| 12 de Dezembro de 2014 20:00 | Relatório | Placar por quarto: 18-17, 14-18, 13-15, 16-15 |       |                                                                        |  | Abdi İpekçi Arena, Istambul Público: 3 213 Árbitros: Gkontas (GRE), Maestre (ITA) e Papapetrou (GRE) |  |
| 12 de Dezembro de 2014 20:00 | Relatório | Pts: Lasme 15 Rbts: Lasme 7 Asts: Saric 4     |       | Pts: Thompkins e Khvostov 14 Rbts: Thompkins 8 Asts: 4 jogadores com 2 |  | Abdi İpekçi Arena, Istambul Público: 3 213 Árbitros: Gkontas (GRE), Maestre (ITA) e Papapetrou (GRE) |  |

| 12 de Dezembro de 2014 20:30 | Relatório | Banco di Sardegna                            | 58–83 | Real Madrid                                    |  | Barclaycard Center, Madrid Público: 4 483 Árbitros: Rocha (POR), Piloidis (GRE) e Glisic (SRB) |  |
| 12 de Dezembro de 2014 20:30 | Relatório | Placar por quarto: 18-14, 15-27, 18-13, 7-29 |       |                                                |  | Barclaycard Center, Madrid Público: 4 483 Árbitros: Rocha (POR), Piloidis (GRE) e Glisic (SRB) |  |
| 12 de Dezembro de 2014 20:30 | Relatório | Pts: Sosa 18 Rbts: Lawal 9 Asts: Sosa 6      |       | Pts: Reyes 14 Rbts: Carroll 7 Asts: Campazzo 6 |  | Barclaycard Center, Madrid Público: 4 483 Árbitros: Rocha (POR), Piloidis (GRE) e Glisic (SRB) |  |

## Décima Rodada
| 18 de Dezembro de 2014 21:00 | Relatório | Real Madrid                                        | 90–70 | Anadolu Efes                                            |  | Barclaycard Center, Madrid Público: 8 124 Árbitros: Ryzhyk (UKR), Latisevs (LAT) e Bissang (FRA) |  |
| 18 de Dezembro de 2014 21:00 | Relatório | Placar por quarto: 25-25, 22-18, 22-18, 21-9       |       |                                                         |  | Barclaycard Center, Madrid Público: 8 124 Árbitros: Ryzhyk (UKR), Latisevs (LAT) e Bissang (FRA) |  |
| 18 de Dezembro de 2014 21:00 | Relatório | Pts: Bourousis 19 Rbts: Bourousis 10 Asts: Llull 8 |       | Pts: Perperoglou e Saric 11 Rbts: Saric 5 Asts: Saric 8 |  | Barclaycard Center, Madrid Público: 8 124 Árbitros: Ryzhyk (UKR), Latisevs (LAT) e Bissang (FRA) |  |

| 19 de Dezembro de 2014 18:00 | Relatório | Nizhny Novgorod                                    | 78–74 | UNICS Kazan                                         |  | CEC Nagorny, Nizhny Novgorod Público: 3 500 Árbitros: Belosevic (SRB), Anastopoulos (GRE) e Halliko (FIN) |  |
| 19 de Dezembro de 2014 18:00 | Relatório | Placar por quarto: 11-19, 24-23, 19-14, 24-18      |       |                                                     |  | CEC Nagorny, Nizhny Novgorod Público: 3 500 Árbitros: Belosevic (SRB), Anastopoulos (GRE) e Halliko (FIN) |  |
| 19 de Dezembro de 2014 18:00 | Relatório | Pts: Kinsey 23 Rbts: Parakhouski 7 Asts: Antonov 4 |       | Pts: Langford 24 Rbts: Langford 10 Asts: Langford 5 |  | CEC Nagorny, Nizhny Novgorod Público: 3 500 Árbitros: Belosevic (SRB), Anastopoulos (GRE) e Halliko (FIN) |  |

| 19 de Dezembro de 2014 18:45 | Relatório | Zalgiris Kaunas                                                      | 80–79 | Banco di Sardegna                          |  | Žalgiris Arena, Kaunas Público: 10 330 Árbitros: Hierrezuelo (SPA), Mantyla (FIN) e Cortes (SPA) |  |
| 19 de Dezembro de 2014 18:45 | Relatório | Placar por quarto: 29-18, 20-19, 13-23, 18-19                        |       |                                            |  | Žalgiris Arena, Kaunas Público: 10 330 Árbitros: Hierrezuelo (SPA), Mantyla (FIN) e Cortes (SPA) |  |
| 19 de Dezembro de 2014 18:45 | Relatório | Pts: James Anderson 26 Rbts: Jankunas 9 Asts: quatro jogadores com 3 |       | Pts: Chessa 14 Rbts: Lawal 7 Asts: Dyson 7 |  | Žalgiris Arena, Kaunas Público: 10 330 Árbitros: Hierrezuelo (SPA), Mantyla (FIN) e Cortes (SPA) |  |

## Estatísticas
|     | Anadolu Efes         | Dinamo Sassari       | Nizhny Novgorod         | Real Madrid                            | UNICS Kazan                               | Žalgiris Kaunas                         |
| --- | -------------------- | -------------------- | ----------------------- | -------------------------------------- | ----------------------------------------- | --------------------------------------- |
| PPJ | Dario Šarić (11.8)   | Rakim Sanders (13.4) | Taylor Rochestie (20.0) | Sergio Llull e Sergio Rodríguez (10.6) | Keith Langford (16.7)                     | James Anderson (17.0)                   |
| RPJ | Dario Šarić (6.2)    | Shane Lawal (7.3)    | Trey Thompkins (7.2)    | Felipe Reyes (5.9)                     | D'or Fischer (5.7)                        | Paulius Jankūnas (7.0)                  |
| APJ | Dontaye Draper (4.3) | Édgar Sosa (4.2)     | Taylor Rochestie (5.6)  | Sergio Rodríguez (5.9)                 | Kostas Kaimakoglou e Nikolaos Zisis (3.6) | James Anderson e Lukas Lekavičius (2.3) |

## Ligações Externas
- Site Anadolu Efes (em inglês) (em turco)
- Site Real Madrid (basquete) (em castelhano)
- Site Zalgiris (em inglês) (em lituano)
- Site Nizhny Novgorod (em inglês) (em russo)
- Site UNICS Kazan (em inglês) (em russo)
- Site Banco di Sardegna (em italiano) (em inglês)
- Site Euroliga